# Театр війни
Театр війни — у військовій справі умовне поняття, що передбачає сухопутну територію, морську акваторію і повітряний простір над ними, в межах яких збройні сили держав (коаліцій держав) можуть вести або ведуть військові дії стратегічного масштабу.
Театр війни не має строго визначених географічних кордонів. Зазвичай у нього включають один континент із прилеглими до нього акваторіями або один океан з узбережжями та архіпелагами і островами, що знаходяться в його межах. У зв'язку з цим іноді поняття «театр війни» вживають у значенні театру воєнних дій (ТВД) (наприклад, Атлантичний театр воєнних дій або ТВД).
За часів Другої світової війни виділялися театри війни: Європейський, Африканський, Тихоокеанський та інші. Театри війни можуть також включати декілька театрів воєнних дій. Так, в межах Європейського театру війни військовим командуванням НАТО виділяється Північно-Європейський, Центрально-Європейський та Південно-Європейський ТВД.
Також у міжнародному праві театром війни (ТВД) позначається сухопутна, морська і повітряна територія воюючих держав, а також відкрите море і повітряний простір над ним, у межах яких воюючі сторони можуть вести воєнні дії. За нормами міжнародного права театр війни (ТВД) не може включати сухопутну, морську та повітряну територію нейтральних держав, до театру війни не може включатися також та чи інша частина нейтралізованої території, режим котрій визначений спеціальною міжнародною угодою.